# 横浜市ふるさと歴史財団
公益財団法人横浜市ふるさと歴史財団（よこはましふるさとれきしざいだん）は、1992年（平成4年）9月30日に神奈川県横浜市の出資により設立された公益財団法人。主に横浜市内の歴史系文化施設（博物館など）の指定管理者として、その運営を委託されている。資本金1億円。本部は横浜市都筑区中川中央1-18-1の横浜市歴史博物館内に所在。

## 概要
（出典：）
横浜に関連した歴史の理解に役立つ国内外の資料や文化財の収集・保管、調査・研究を行うとともに、その成果を活用し、市民の求める「横浜の歴史」の学習意欲に応える展示、閲覧、出版等の普及啓発を行い市民と共有することで、市民文化の発展に寄与することを目的として設立された。
市の委託を受けた指定管理者として、性格も、主たる時代領域も異なる文化施設5施設の管理運営を行う。同時に横浜市の委託事業として、横浜市埋蔵文化財センターや史跡の管理運営を行っている。

## 沿革
- 1954年（昭和29年） - 市が開港100年を記念して「横浜市史編集事業（第1期）」を開始、市史資料や文化財の調査を実施。
- 1981年（昭和56年） - 市が「横浜開港資料館」を開館し、市史編集事業の蓄積資料を公開。その管理運営団体として「財団法人横浜開港資料普及協会」設立。
- 1970年（昭和45年） - 港北ニュータウン造成工事本格化に伴い「港北ニュータウン埋蔵文化財調査団」結成、埋蔵文化財発掘調査を開始。同時に郷土史、民俗、古民家の調査を開始。考古資料館及び歴史博物館設立の市民要望が強まり、両者を一体化した歴史博物館開館を目指す方針が決定。
- 1992年（平成4年） - 歴史博物館の開設準備、ならびに既設の「横浜市三殿台考古館」・「横浜市八聖殿郷土資料館」・「横浜市埋蔵文化財センター」（「港北ニュータウン埋蔵文化財調査団」改組）の運営団体として財団法人横浜市ふるさと歴史財団発足。
- 1995年（平成7年） - 「横浜市歴史博物館」開館。
- 1998年（平成10年） - 前述の「財団法人横浜開港資料普及協会」と統合。
- 2003年（平成15年） - 「横浜都市発展記念館」及び「横浜ユーラシア文化館」の管理運営を受託。地方自治法改正に伴い指定管理者制度導入。
- 2006年（平成18年） - 「横浜市歴史博物館」「横浜開港資料館」「横浜都市発展記念館」「横浜ユーラシア文化館」「横浜市三殿台考古館」の指定管理者に指定。
- 2007年（平成19年） - 横浜市史資料保存活用業務を受託。
- 2011年（平成23年） - 神奈川県知事より公益財団法人に認定、公益財団法人横浜市ふるさと歴史財団として運営開始。

## 管理運営施設
- 横浜市歴史博物館
- 横浜開港資料館
- 横浜都市発展記念館
- 横浜ユーラシア文化館
- 横浜市八聖殿郷土資料館
- 横浜市三殿台考古館
- 横浜市埋蔵文化財センター
- 横浜市史資料室
- 大塚・歳勝土遺跡